# Avenue de Tervueren
Avenue de Tervueren (in olandese: Tervurenlaan) è uno dei viali principali nella città di Bruxelles. Si trova nella parte orientale della città; prende il nome dal vicino sobborgo di Tervuren. Dal Parco del Cinquantenario conduce attraverso Square Maréchal Montgomery, al confine orientale della città, fino al sobborgo di Bruxelles di Tervuren. Ha una lunghezza totale di oltre 10 chilometri (la sua sezione terminale, fiamminga, "Tervurenlaan" inclusa) e una larghezza di 90 metri.

## Storia
Il magnifico progetto del viale fu attuato durante il regno di re Leopoldo II. come parte della sua campagna per modernizzare e sviluppare la capitale belga. Fu completato nel 1897, in occasione dell'Esposizione universale. L'uomo d'affari belga Edmond Parmentier ha contribuito a costruirlo. Lungo il percorso ci sono parchi, residenze di lusso e ambasciate di molti paesi.

## Trasporto
Sotto la parte occidentale del viale, passano le linee 1 e 5 della metropolitana di Bruxelles.